# Bendzsó
A bendzsó afrikai eredetűnek tartott pengetős hangszer. A hangszer olyan, mintha a dob és a gitár kombinálásával hozták volna létre. Egy kerek fakeretre rugalmas bőrhártya feszül, amelyet hosszú nyak és négy vagy több húr egészít ki. Feltételezések szerint a behurcolt rabszolgákkal került Amerikába, ugyanis korai formáit az afroamerikaiak alakították ki.

## Leírása
A bendzsó különleges, bőrrezonátoros pengetős hangszer. A kerek test erősen emlékeztet a pergődobra. Eredetileg egy háromhúros, bund nélküli hangszer. A húrok tradicionálisan bélből készültek. A test hátul nyitott volt, a fakávájú hangszereket merevítőkkel is ellátták. A bendzsó a leggyakrabban arab eredetűnek tartott, afrikai hangszer. Az Amerikába hurcolt afrikaiak magukkal vitték hangszereiket, így vált a bendzsó nem sokkal később az észak-amerikai új népzene, majd a dzsessz egyik legjellegzetesebb hangszerévé; később Nyugat-Európában is a szórakoztató zene, tánczene új hangszereként lett divatos.
A mai bendzsók fém- vagy nejlonhúrozásúak, a kerek dobtesten leszorítókerettel és csavarokkal utánfeszíthető a bőr. Egyes hangszerek kávája fémből készül. Ma már általánosan elterjedt a plasztikhártya a bendzsó dobtestén.
Hangjellege lehetővé teszi mind a szóló, mind a kísérő játékot. Ritmikailag igen kedvező adottságainak és átütő hangerejének köszönhette nagy népszerűségét.

## Híres bendzsósok

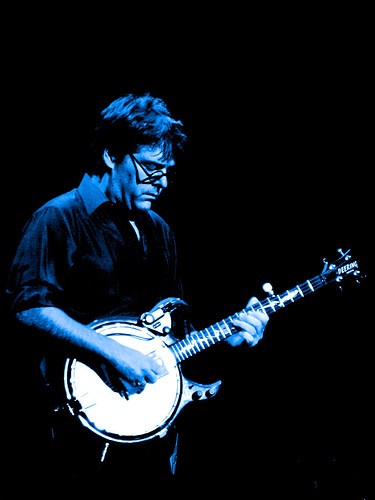
Béla Fleck

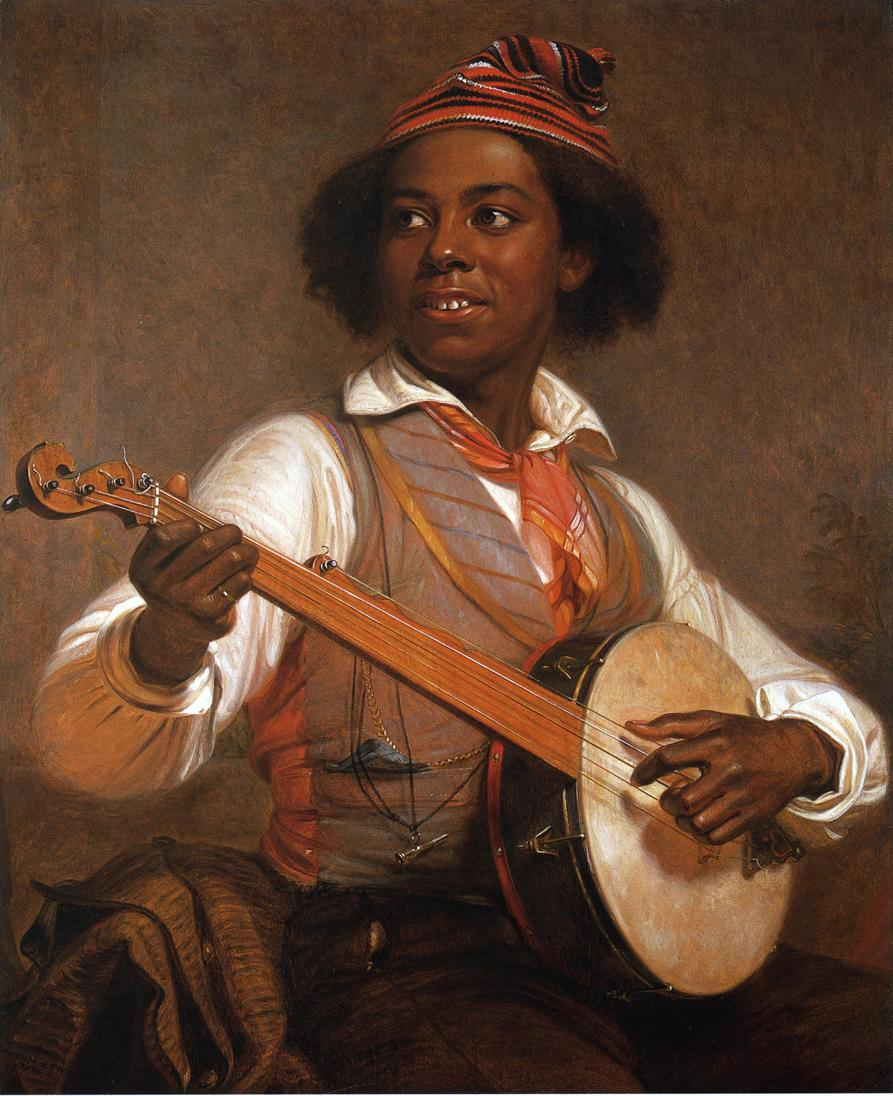
William Sidney Mount: Bendzsós

- Derroll Adams
- Earl Scruggs
- Ken Aoki[3]
- Sean Moyses[3]
- Steve Martin
- Pete Seeger
- Béla Fleck
- Nagy Jenő (Benkó Dixieland Band)
- Bényei Tamás (Hot Jazz Band)